# Катерлез (річка)
Катерлез, Кидирлез (крим. Qıdırlez, також Катерлеська, Катарлезка) — маловодна річка в Україні, у Керченському районі Автономної Республіки Крим. Ліва притока Мелек-Чесме (басейн Керченської протоки).

## Опис
Довжина річки 10 км, площа басейну водозбору 45,3  км².

## Розташування
Бере початок на східному схилі гори Арарат (175,0 м). Тече переважно на південний схід між горами Куликова та Туркменська, через село Катирлез (У XIX столітті хітір Катерлез) і в місті Керч впадає в річку Мелек-Чесме.